# Nakloněná rovina

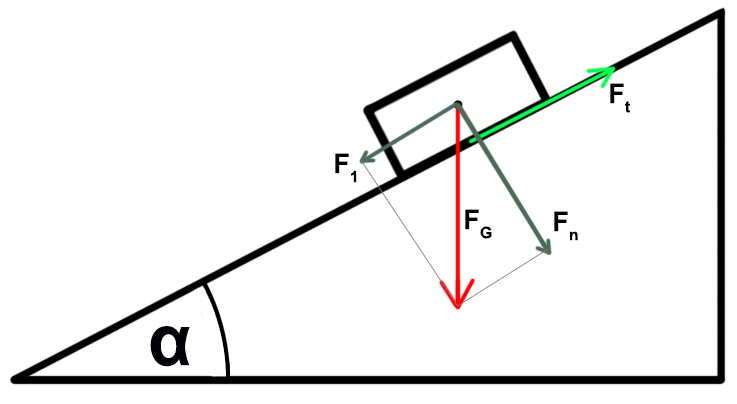
Nakloněná rovina – náčrtek s popisem podle vzorce:

Nakloněná rovina je jednoduchý stroj, jehož jedinou částí je rovina nakloněná vzhledem k vodorovnému směru, po níž se pohybuje těleso.
Specifickou formou nakloněné roviny je závit šroubu představující nakloněnou rovinu navinutou na válec. Také klín představuje v podstatě variantu nakloněné roviny.
Nakloněná rovina zmenší sílu potřebnou ke zvednutí tělesa (břemene). Velikost potřebné síly závisí na sklonu roviny, neboli na poměru délky k výšce nakloněné roviny. Nezmenšuje však množství práce potřebné k vykonání pohybu.

## Odvození základních vztahů
Síly lze rozkládat. Rozložením tíhové síly FG vzniknou dvě síly navzájem kolmé, které lze označit F1 a Fn.
Jejich zobrazením vznikne obdélník, jehož úhlopříčkou (výslednicí) je právě tíhová síla FG.
Na těleso působí sil hned několik:
- První síla F1 se snaží posouvat (sklouznout) těleso dolů po nakloněné rovině, přičemž její velikost je dána vztahem

{\displaystyle F_{1}=F_{G}\cdot \sin \alpha }
kde FG je tíhová síla tělesa daná vztahem: {\displaystyle F_{G}=m\cdot g}, přičemž m je hmotnost tělesa a g tíhové zrychlení.
- Druhá síla Fn je síla přítlačná (normálová), která tlačí těleso proti podložce, tedy kolmo k nakloněné rovině. Její velikost je

{\displaystyle F_{n}=F_{G}\cdot \cos \alpha =m\cdot g\cdot \cos \alpha }
- Síla třecí Ft způsobuje tření a zabraňuje tělesu posouvat se tak rychle. Její velikost se vypočítá jako

{\displaystyle F_{t}=f\cdot F_{n}}
neboli (po dosazení z předchozího odvození) {\displaystyle F_{t}=f\cdot m\cdot g\cdot \cos \alpha }
kde Fn je síla přítlačná a f součinitel smykového tření.

## Zrychlení na nakloněné rovině
Známe tedy tyto síly:
{\displaystyle F_{1}=F_{G}\cdot \sin \alpha }
{\displaystyle F_{t}=f\cdot F_{G}\cdot \cos \alpha }, respektive {\displaystyle F_{t}=f\cdot m\cdot g\cdot \cos \alpha }
Tyto síly jsou důležité, protože F1 chce těleso posunout šikmo dolů po nakloněné rovině, zatímco Ft tomu zabraňuje.
Pro zjištění výsledné síly platí vztah
{\displaystyle F=F_{1}-F_{t}}
po dosazení:
{\displaystyle F=(F_{G}\cdot \sin \alpha )-(f\cdot F_{G}\cdot \cos \alpha )}
Na pravé straně lze vytknou FG:
{\displaystyle F=F_{G}\cdot (\sin \alpha -f\cdot \cos \alpha )}
Podle druhého Newtonova zákona platí, že síla je rovna součinu hmotnosti a zrychlení:
{\displaystyle m\cdot a=m\cdot g\cdot (\sin \alpha -f\cdot \cos \alpha )}
Po vydělení celé rovnice hodnotou m se získá výsledný vztah:
{\displaystyle a=g\cdot (\sin \alpha -f\cdot \cos \alpha )}

## Odvození velikosti zrychlení na nakloněné rovině
Pokud se má těleso pohybovat, musí mít zrychlení, které musí být nenulové aby těleso zrychlovalo nebo zpomalovalo. Pokud je zrychlení nulové, pohybuje se těleso konstantní rychlostí (v praxi kvůli tření nemožné).
Předchozí vzorec je součin, a ten je roven nule tehdy, pokud je jeden z činitelů nula. Je zřejmé, že tíhové zrychlení být nula nemůže (g=9,81 m/s2)
znamená to tedy, že
{\displaystyle \sin \alpha -f\cdot \cos \alpha >0}
Přičteme f × cos α
{\displaystyle \sin \alpha >f\cdot \cos \alpha }
vydělíme cos α
{\displaystyle {\frac {sin\alpha }{cos\alpha }}>f} respektive {\displaystyle {\frac {\frac {protilehla\ odvesna}{prepona}}{\frac {prilehla\ odvesna}{prepona}}}>f} převedeme složený zlomek na součin {\displaystyle {\frac {protilehla\ odvesna}{prepona}}\times {\frac {prepona}{prilehla\ odvesna}}>f} a zkrátíme
a protože tangenta úhlu je definována jako {\displaystyle \tan \alpha ={\frac {protilehla\ odvesna}{prilehla\ odvesna}}}, tak dostane kýžený vztah
{\displaystyle \tan \alpha >f}

## Závislost tangenty úhlu na zrychlení
je tedy zřejmé, že {\displaystyle \tan \alpha >f} odpovídá {\displaystyle a>0}, protože když bude součinitel smykového tření velmi malý, bude zrychlení větší.
Mohou nastat tyto případy:
1. {\displaystyle \tan \alpha >f} neboli {\displaystyle a>0} těleso zrychluje (f ho neudrží)
2. {\displaystyle \tan \alpha =f} neboli {\displaystyle a=0} těleso je v klidu (f ho těsně udrží) nebo v rovnoměrném pohybu
3. {\displaystyle \tan \alpha <f} neboli {\displaystyle a<0} těleso je v klidu (stojí, protože f ho udrží) nebo při udělení rychlosti bude zpomalovat (f je velké)

## Historie zkoumání nakloněné roviny
Jordanus Nemorarius (nebo také Jordanus de Nemore) již ve 13. století zkoumal problémy statiky a v díle De ratione ponderis konstatoval, že tlak tělesa ležícího na nakloněné rovině je tím menší, čím je větší náklon roviny. Tím již částečně předjímal představu rozkladu síly do složek, kterou s geniální intuicí prozkoumal a plně uplatnil až holandský renesanční matematik Simon Stevin, známý jako Simon z Brugg, který zavedl pojem silový rovnoběžník.
Velký význam pro mechaniku měly Galileovy pokusy z přelomu 16. a 17. století s válením koulí v hladkých žlábcích na nakloněné rovině, tzv. "Galileův padostroj". Tyto pokusy umožnily studium rovnoměrně zrychleného pohybu, snadnější určení tíhového zrychlení než při volném pádu, a také zjištění, že stejně těžkým tělesům uděluje stejná síla stejné zrychlení.